# Клан Нерн
Клан Нерн (англ. — Clan Nairn) — клан Найрн — один з кланів рівнинної частини Шотландії — Лоулендсу. Хоча за своїм походження клан вважається кланом Гайленду — гірської частини Шотландії. На сьогодні клан Нерн не має визнаного герольдами Шотландії та лордом Лева вождя, тому називається в Шотландії «кланом зброєносців».
Гасло клану: Plus Ultra — Більше ніж це (лат.)

## Історія клану Нерн
Назва клану Найрн або Нерн має територіальне походження — походить від назви землі та селища Найрн у Гайленді.
Вперше в історичних документах згадується клан Найрн та його вождь Адам де Наррін (гел. — Adam de Narryn) у 1361 році. Він був капеланом вівтаря Пресвятої Богородиці в селищі Атак.
У місті Перт у 1406 році жив Майкл де Нарн, що згадується в королівській грамоті як свідок. Сер Джон Нарн був шерифом Форрес. Він і його батько Джон Нарн — лерд Ардмухах згадуються у 1414 році у королівській грамоті щодо земельних володінь в Атолл.
У 1440 році Олександр де Нарн жив у Глазго. Десять років по тому — в 1450 році інший Олександр де Нарн з Сендфурда (що у Файфі) згадується як свідок у грамоті щодо володіння землями в Пертширі. У 1551 році ще один Олександр Нарн був послом Шотландії і отримав за це нагороду від короля.
У 1431 році Джон Нарн фігурує в судових документах як свідок. У 1457 році Роберт Нарн був проректором Стірлінга, в той час як його родич Томас Нарн згадується у грамотах щодо володіння землею у тому ж таки Стірлінгу як свідок у 1481 році.
Клан Найрн був відомий як власник фірми, що виготовляла покриття на підлогу в будинках. Засновником цього промислу був Майкл Найрн (1804—1858). Його старший син Майкл Найрн (1838—1915) отримав титул баронета в 1904 році. Також клан Найрн був відомий як фінансисти в місті Кіркалді, що в Файфі.
У місті Перт народився Чарльз Мюррей Найрн (1808—1882) — професор Колумбійського університету в Нью-Йорку, де він викладав філософію, етику та літературознавство.